# Cordillera (Chiriquí)
Cordillera es un corregimiento del distrito de Boquerón en la provincia de Chiriquí, República de Panamá. La localidad tiene 590 habitantes (2010). Se encuentra próximo al volcán Barú.